# اورشا (سوئد)
شهر اوقشا (به سوئدی: Orsa) در ناحیه شهری اوقشا در کشور سوئد واقع شده‌است. جمعیت این شهر ۴۱۹٫۸۶  نفر است.